# Решетниково (Вологодский район)
Решетниково — деревня в Вологодском районе Вологодской области.
Входит в состав Кубенского сельского поселения (с 1 января 2006 года по 8 апреля 2009 года входила в Борисовское сельское поселение), с точки зрения административно-территориального деления — в Борисовский сельсовет.
Расстояние до районного центра Вологды по автодороге — 46 км, до центра муниципального образования Кубенского по прямой — 12 км. Ближайшие населённые пункты — Трухино, Перьево, Глазково, Сухоломово.
По переписи 2002 года население — 3 человека.